# Gerhard Steen
Gerhard Steen (* 17. Mai 1923 in Ahrensbök; † 28. Januar 1990 in Nörtershausen) war ein deutscher Politiker (SPD).

## Leben und Beruf
Nach der Volksschule absolvierte Steen bis 1941 eine kaufmännische Lehre. Anschließend war er Soldat bei der Marine im Zweiten Weltkrieg. Von 1946 bis 1951 war er im öffentlichen Dienst tätig.

## Politik
Steen trat 1948 der SPD bei. 1951 wurde er beim SPD-Bezirk Rheinland/Hessen-Nassau angestellt. Ab 1959 war er Geschäftsführer der SPD für die Regierungsbezirke Koblenz, Montabaur und Trier. Von 1963 bis 1979 war er Abgeordneter des rheinland-pfälzischen Landtags. Dort war er von 1969 bis zu seinem Ausscheiden aus dem Parlament 1979 Landtagsvizepräsident.

## Ehrungen
- 1974: Verdienstkreuz 1. Klasse der Bundesrepublik Deutschland
- 1979: Großes Verdienstkreuz der Bundesrepublik Deutschland